# Horní Loučky
Horní Loučky (en allemand : Ober Loutschka) est une commune du district de Brno-Campagne, dans la région de Moravie-du-Sud, en République tchèque. Sa population s'élevait à 312 habitants en 2020.

## Géographie
Horní Loučky est arrosée par la Bobrůvka et se trouve à 7 km à l'ouest-nord-ouest de Tišnov, à 28 km au nord-ouest de Brno et à 159 km au sud-est de Prague.
La commune est limitée par Pernštejnské Jestřabí au nord, par Kaly à l'est, par Dolní Loučky au sud-est et au sud, et par Újezd u Tišnova, Tišnovská Nová Ves et Skryje à l'ouest.

## Histoire
La première mention écrite de la localité date de 1353.